# Solaenobolellus birgitae
Solaenobolellus birgitae är en mångfotingart som beskrevs av Hoffman 1981. Solaenobolellus birgitae ingår i släktet Solaenobolellus och familjen Pseudospirobolellidae. Inga underarter finns listade i Catalogue of Life.